# Вітки
Ві́тки — село в Україні, у Глобинській міській громаді Кременчуцького району Полтавської області. Населення на 2001 рік становило 7 осіб. До 2020 орган місцевого самоврядування — Манжеліївська сільська рада. Окрім Віток, раді були підпорядковані населені пункти: с. Манжелія та с. Ламане.

## Географія
Село Вітки знаходиться за 3 км від правого берега річки Псел і за 3,5 км від села Манжелія.

## Історія
У Національній книзі пам'яті жертв Голодомору 1932—1933 років в Україні вказано, що 5 жителів села загинули від голоду.
12 червня 2020 року, відповідно до розпорядження Кабінету Міністрів України № 721-р «Про визначення адміністративних центрів та затвердження територій територіальних громад Полтавської області», село увійшло до складу Глобинської міської громади.
19 липня 2020 року, в результаті адміністративно - територіальної реформи та ліквідації Глобинського району, село увійшло до складу новоутвореного Кременчуцького району.

## Населення

### Мова
Розподіл населення за рідною мовою за даними перепису 2001 року:
| Мова       | Кількість | Відсоток |
| ---------- | --------- | -------- |
| українська | 7         | 100%     |